# 아제르바이잔의 역사

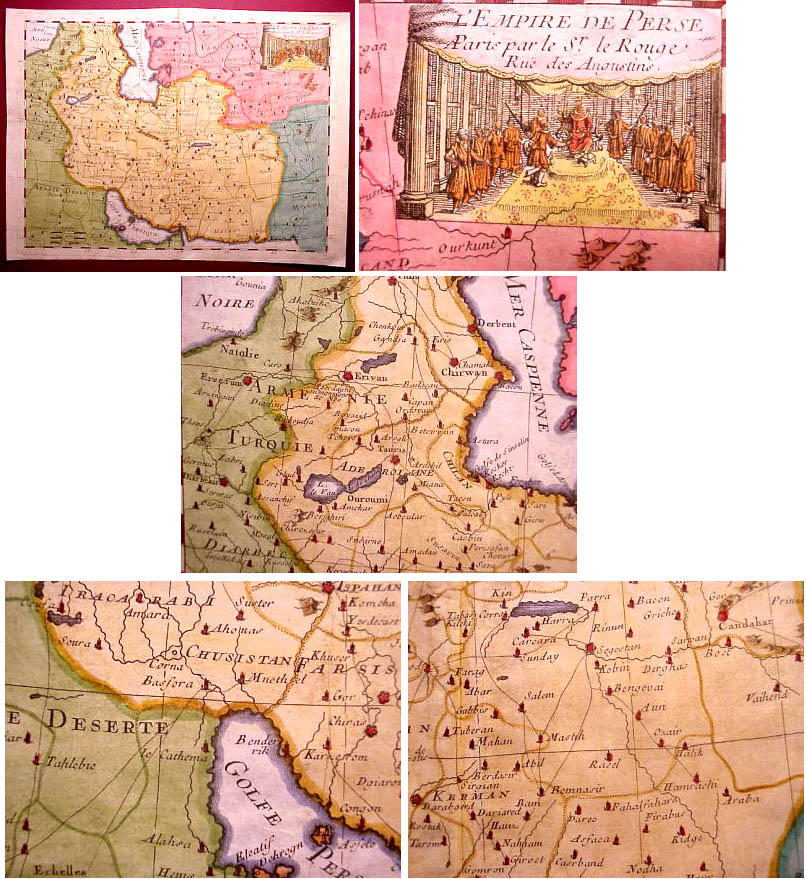

아제르바이잔의 역사는 현재 아제르바이잔을 형성하고 있는 지역의 역사로 이해된다. 지형적으로 북쪽의 캅카스산맥, 동쪽의 카스피해, 서쪽의 아르메니아고원 지대에 둘러싸여 있다. 남쪽에서는 자연 경계가 덜 뚜렷하고, 여기서 이란고원과 합쳐진다.
캅카스 알바니아의 실체는 고대에 그 땅에 세워졌다. 캅카스 알바니아의 설립자들이 사용한 캅카스 알바니아어는 현재 절멸 위기에 처한 우디인이 사용한 우디어의 전신일 가능성이 높다. 메데스와 아케메네스 제국 시대부터 19세기 러시아 제국 시대까지, 아제르바이잔과 이란의 영토는 대개 같은 역사를 공유했다. 아제르바이잔은 아랍이 이란을 정복하고 이 지역 주민들이 이슬람교로 개종한 이후에도 이란 성격을 유지했다. 약 4세기 후, 셀주크 왕조의 오구즈 튀르크 부족들이 이 지역에 들어왔고, 아제르바이잔은 많은 튀르크계 주민들을 얻었다. 수세기에 걸쳐, 원래의 인구가 이주한 튀르크계 유목민들과 섞이면서, 토착 페르시아어 화자들의 수는 점차 줄어들었고, 오늘날 아제르바이잔어로 알려진 튀르크어 방언은 점차 자리를 잡았다.
지역 왕조 중 하나인 시르반샤 왕조는 티무르 제국의 지붕 아래 국가가 된 후, 킵차크 칸국과의 전쟁에서 티무르 왕조를 도왔다. 티무르가 죽은 후, 카라 코윤루와 아크 코윤루라는 두 개의 독립적이고 경쟁적인 국가가 이 지역에 나타났다. 반면, 시르반샤는 이 과정에서 다시 독립하여 지방 정부를 강화하였다.
1804년–1813년과 1826년–1828년의 러시아-페르시아 전쟁 이후, 카자르 제국은 러시아 제국에게 캅카스 영토를 양도해야 했고, 1813년 굴리스탄 조약과 1828년 투르크만차이 조약은 러시아 차르국와 카자르 제국의 국경을 규정했다. 아라스강의 북쪽 지역은 19세기 동안 러시아에 의해 점령되기 전까지 이란이었다. 투르크만차이 조약에 따르면, 카자르 이란은 에리반, 나흐치반, 탈리시 칸국(아제르바이잔의 마지막 지역은 여전히 이란의 손에 있다)에 대한 러시아의 주권을 인정했다.

## 선사 시대

### 청동기 시대에서 철기 시대
아제르바이잔인, 아르메니아인들이 캅카스 지역으로 이동했다.

## 중세

### 이슬람의 정복
자반시르 왕자를 앞세운 기독교도의 저항이 667년에 항복으로 끝난 후, 아랍인들은 캅카스 알바니아를 속국으로 만들었다.